# Solpugyla centralis
Espèce
Synonymes
- Solpuga darlingi centralis Hewitt, 1927

Solpugyla centralis est une espèce de solifuges de la famille des Solpugidae.

## Distribution
Cette espèce est endémique de Tanzanie.

## Description
Le mâle holotype mesure 30 mm.
Le mâle décrit par Roewer en 1933 mesure 30 mm et les femelles de 30 à 35 mm.

## Publication originale
- Hewitt, 1927 : On some new arachnids from South Africa. Records of the Albany Museum, vol. 3, no 5, p. 416-429.